# Masakazu Hashimoto
Masakazu Hashimoto est un réalisateur d’anime japonais.

## Filmographie
- 2009 : Professeur Layton et la Diva éternelle
- 2006 : Kemonozume - épisode 9
- 2003 : Scrapped Princess - épisodes 10, 17 et 22